# Мустаєво (Сернурський район)
Муста́єво (рос. Мустаево, марій. Мустай) — присілок у складі Сернурського району Марій Ел, Росія. Входить до складу Чендемеровського сільського поселення.

## Населення
Населення — 350 осіб (2010; 320 у 2002).
Національний склад (станом на 2002 рік):
- марі — 100 %